# نحل صحراوي
النحل الصحراوي أو النحلة الصفراء بالإنجليزية Apis mellifera sahariensis، يعيش هذا النوع في شمال أفريقيا جنوب الاطلس الصحراوي وينتشر بشكل كبير في واحات الجزائر الجنوبية الغربية خاصة بولاية النعامة بمنطقة عين الصفراء وتيوت وولاية بشار والمغرب بمنطقة ورززات ومنطقة فقيق 

تمت دراسته من طرف بالدنسبيرغر baldensperger سنة 1922 ثم هاكور haccour سنة 1960 ثم ثم انهي دراسته بعد مدة ريتنر سنة 1968.

## صفاته
صفاته 
- لونه أصفر
- طبعه هادئ جدا
- مقاوم للامراض
- متأقلم مع درجة حرارة الصحراء
- اقتصادي في استهلاك العسل وحبوب اللقاح
- جيد في تنظيف الخلية
- تزدهر حضنته بسرعة إذا وجد الظروف الملائمة من مرعي أو بعد فصل الشتاء
- ملكاته جيدة في وضع البيض

## أصناف أخرى من النحل في شمال افريقيا
- النحل التلياني
- نحل جبال الريف المغربي